# Netfinity

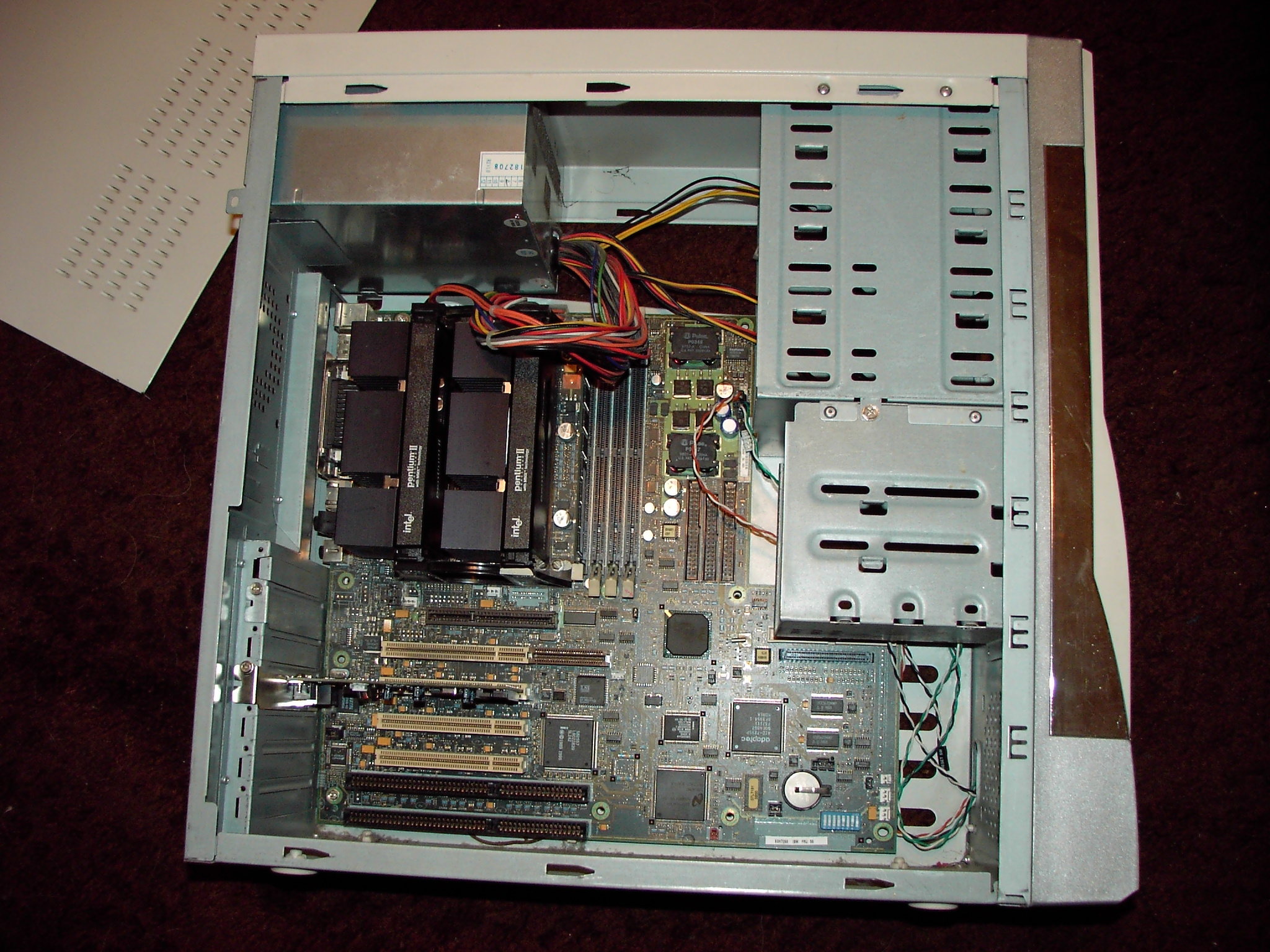
Netfinity Server 3500

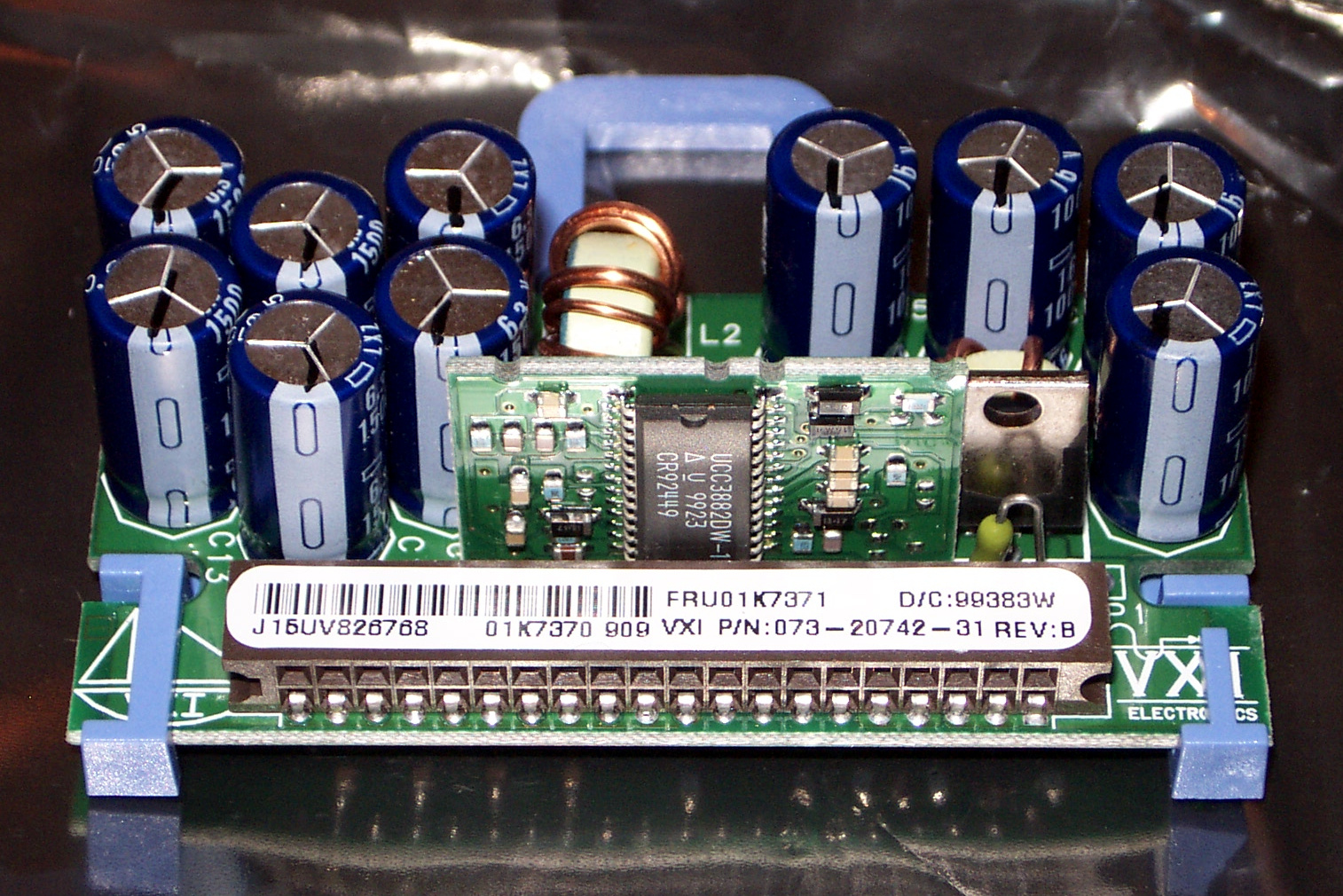
Ein VRM für einen Netfinty Server 7000

Netfinity ist die Bezeichnung einer Server-Produktserie der Firma IBM (International Business Machines). Die Netfinity-Serie basiert auf Intel-Prozessoren.
Der Netfinity 4000R ist ein Host aus dieser Serie. Er ist eine Höheneinheit hoch und nimmt daher nur wenig Platz in einem 19″-Rack ein. Die Hauptplatine ist Dual-Prozessor-fähig (DP), was es möglich macht, zwei Intel Pentium III-CPUs für den Slot 1 mit 500 MHz einzubauen.

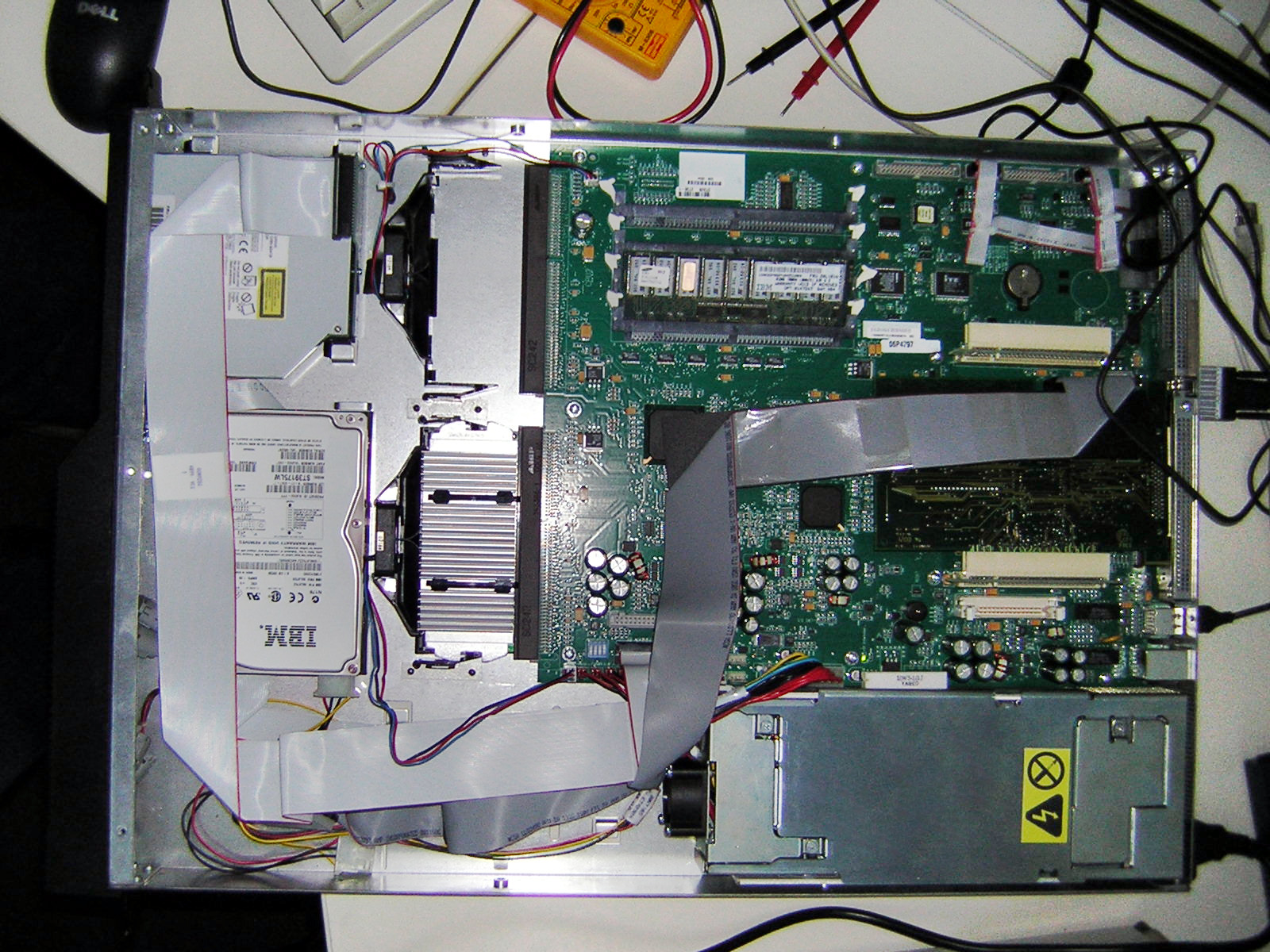
Netfinity Server 4000r

Ein Nachteil des Netfinity ist der Tastatur/Maus/Monitor-Anschluss, da ein spezielles KVM-Kabel benötigt wird. Der Netfinity 4000R besitzt unter anderem zwei 10/100Base-T-Ethernet-Schnittstellen, zwei USB-Ports (die allerdings in dieser Serie bei Microsoft Windows Server 2003 funktionslos sind) und zwei PCI Riser Steckplätze. Es sind des Weiteren zwei RS232, ein Floppy und ein LPT-Port verfügbar (Floppy und LPT sind nicht nach außen geführt). An der Front sind diverse Kontroll LEDs (Power, Eth1, Eth2, Stack KVM, HDD, OS, Temp).
Da der Server die Möglichkeit bietet, bei mehreren Hosts der gleichen Art alle über nur ein KVM-Kabel zu verbinden, ist an der Front noch eine Taste für die Auswahl des zu benutzenden Hosts vorhanden. Einen Reset kann man ebenfalls durch einen kleinen gelben Taster an der Front durchführen. Der Netzschalter ist nur an der Rückseite zu erreichen. Gekühlt wird der Server von maximal sieben Sunon Lüftern (Netzteil, CPU (max. 2), 4 Front). Die Anzahl der Lüfter macht den Server sehr laut, was aber im Vergleich mit der e-Server Serie doch eher leise ist.